# Tia (princesa)
Tia ou Tiya foi uma princesa do Antigo Egito durante a XIX dinastia.

## Família
Filha do faraó Seti I e da rainha Tuya e irmã (mais velha) de Ramessés II. É registrada somente em monumentos datando do reino de Ramessés II.
Tia casou com um oficial também chamado Tia. O casal teve duas filhas, Mutmetjenefer e outra, cujo nome não se conhece. Foram retratados na sepultura de seu pai em Sacará.

## Vida
Nasceu durante o reinado de Horemebe em uma família não-nobre, antes que seu avô Paramessu (mais tarde Ramessés I) ascendeu ao trono. É possível que seu nome seja devido a sua avó, conhecida como Sitre, mas poderia ser idêntica com uma mulher chamada Tia, que foi nomeada como mãe de Seti. Seu único irmão conhecido foi o faraó Ramessés II; uma princesa mais jovem chamada Henutmire foi sua irmã ou sobrinha.
Como não nasceu princesa, é uma das poucas princesas durante a história do Egito que casou fora da família real. Seu marido, um escrivão real, foi também chamado Tia e era filho de um oficial do alto-escalão chamado Amonuassu. Tia, filho de Amonuassu foi tutor de Ramessés, e ocupou importantes cargos mais tarde em seu reino, e foi guardador dos tesouros e supervisor do rebanho de Amom.
Tia e Tia são representados sobre um bloco de pedra, juntamente com a rainha Tuya. Outro bloco de pedra, agora em Chicago, motra Tia (o marido) com seu pai Amonuassu, faraó Seti I e Ramessés II como príncipe coroado.

## Morte e sepultamento
O casal Tia e Tia foi sepultado em Sacará. A sepultura foi construída próxima daquela de Horemebe, e foi escavada por Geoffrey Thorndike Martin.